# Jean-Claude Pelletier
Jean-Claude Pelletier (* 11. August 1928 in Joinville-le-Pont, Département Seine; † 8. Oktober 1982 in Paris) war ein französischer Jazzpianist, Komponist und Bandleader.
Pelletier arbeitete in der französischen Jazzszene mit Pierre Braslavsky (mit dem 1950 erste Aufnahmen entstanden), Dave Pochonet und ab den frühen 1950er-Jahren im Orchester von Alix Combelle, an dessen Aufnahmen mit Buck Clayton und Jonah Jones er mitwirkte. Daneben spielte er mit Maxim Saury und Albert Nicholas. 1956 nahm Pelletier erstmals unter eigenem Namen auf; in wechselnden Besetzungen mit Jean-Pierre Sasson (g), Paul Rovère (b), Christian Garros (dr) bzw. mit Roland Bianchini (b) und Marcel Blanche (dr). In den folgenden Jahren arbeitete er mit Benny Vasseur, Claude Luter, Lionel Hampton, Guy Lafitte, Bill Coleman, Géo Daly, Pierre Sellin, Michel de Villers, Peanuts Holland, Sidney Bechet, in den späten 1960er-Jahren mit Baro Ferret, Stuff Smith und der Sängerin Edith Wilson.
Im Bereich des Jazz war er zwischen 1950 und 1975 an 44 Aufnahmesessions beteiligt. Für den 1967 veröffentlichten Film Der Teufelsgarten von Yves Boisset lieferte Pelletier die Musik. Pelletier komponierte auch die Originalmusik für einige TV-Filme von Jean-Christophe Averty, darunter für dessen vielbeachteten Ein Sommernachtstraum.